# MLW Women's Featherweight Championship
El MLW World Women's Featherweight Championship (Campeonato Mundial Femenino Peso Pluma de MLW, en español) es un campeonato de lucha libre profesional femenino creado y promovido por la promoción estadounidense de lucha libre profesional Major League Wrestling (MLW). La actual campeona es Janai Kai quien se encuentra en su primer reinado.

## Historia
MLW previamente adelantó la formación de una división femenina el 18 de agosto de 2019, y luego anunció su lanzamiento oficial el 18 de octubre de 2019. La primera lucha oficial de la división se llevó a cabo en MLW Blood and Thunder de 2019 entre Zeda Zhang y The Spider Lady, que Zhang logró ganar por descalificación.

## Campeonas

### Campeona actual
La campeona actual es Shoko Nakajima, quien se encuentra en su primer reinado como campeón. Nakajima ganó el título luego de derrotar al excampeón Delmi Exo el 11 de enero de 2025 en Kings of Colosseum.
Nakajima todavía no registra hasta el 29 de junio de 2025 las defensas televisadas:

### Lista de campeones
| N.º | Campeona       | Lucha                 | Lucha              | Lucha                       | Estadísticas | Estadísticas | Notas y referencias |
| N.º | Campeona       | Fecha                 | Evento             | Ubicación                   | Reinado      | Días         | Notas y referencias |
| --- | -------------- | --------------------- | ------------------ | --------------------------- | ------------ | ------------ | --- |
| 1   | Taya Valkyrie  | 13 de mayo de 2022    | Kings of Colosseum | Filadelfia, Pensilvania     | 1            | 328          | Derrotó a Holidead en la final de un torneo. Durante este reinado, el 31 de julio de 2022, el nombre del título se cambió a Campeonato Mundial Femenino Peso Pluma de MLW. |
| 2   | Delmi Exo      | 6 de abril de 2023    | War Chamber        | Queens, Nueva York          | 1            | 191          | [ 6 ] |
| 3   | Janai Kai      | 14 de octubre de 2023 | Slaughterhouse     | Filadelfia, Pensilvania     | 1            | 455          | Este es el reinado más largo de la historia del título. |
| 4   | Delmi Exo      | 11 de enero de 2025   | King Of Colosseum  | North Richland Hills, Texas | 2            | 84           | |
| 5   | Shoko Nakajima | 5 de abril de 2025    | Battle Riot VII    | Long Beach, California      | 1            | 85+          | |

### Total de días con el título

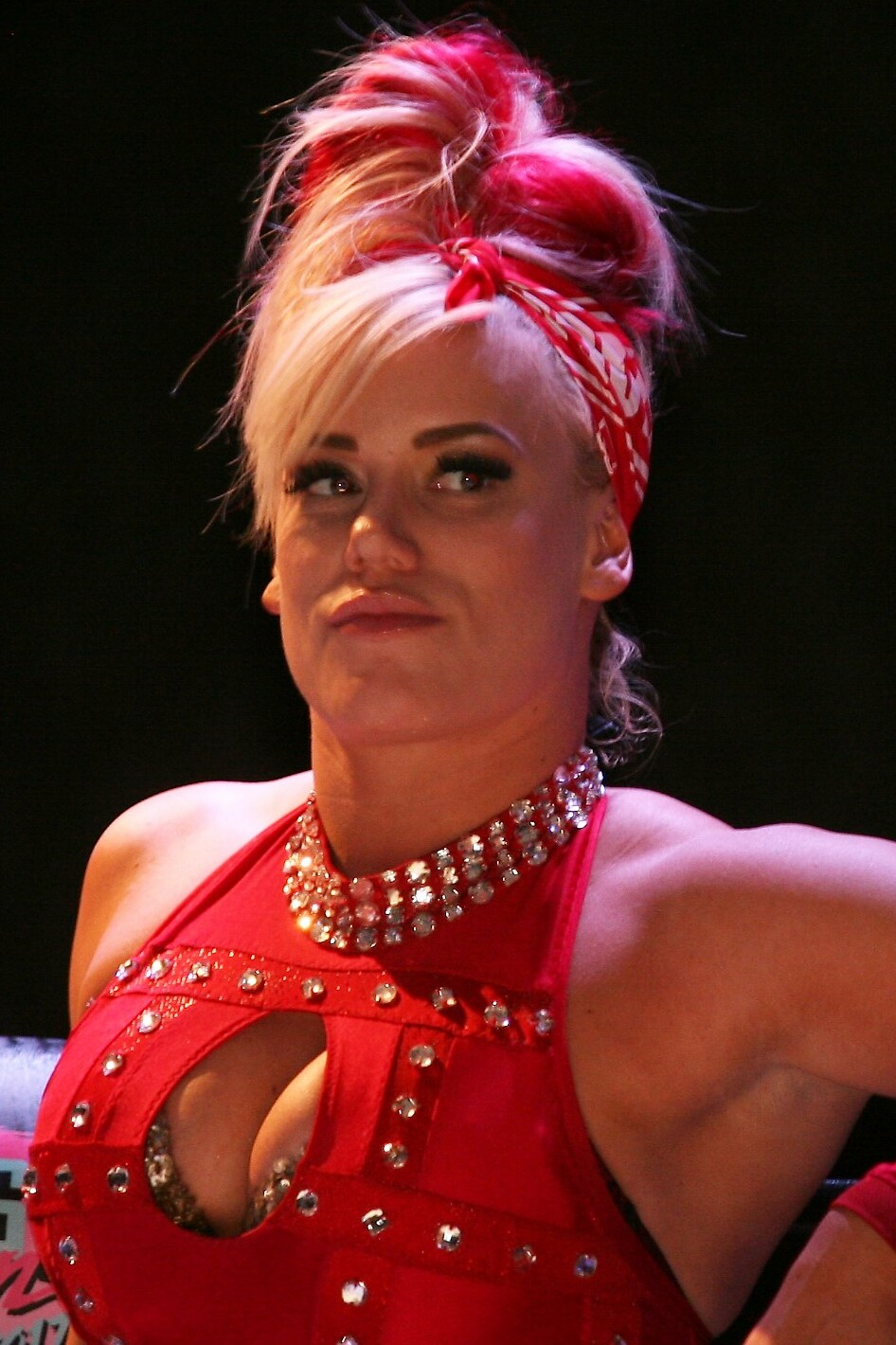
Taya Valkyrie, fue la primera luchadora en poseer el reinado más largo de la historia.

Actualizado a la fecha del 29 de junio de 2025.
| + | Indica al campeón actual |

| N.º | Campeona       | Reinados | Total de días |
| --- | -------------- | -------- | ------------- |
| 1   | Janai Kai      | 1        | 455           |
| 2   | Taya Valkyrie  | 1        | 328           |
| 3   | Delmi Exo      | 1        | 275           |
| 4   | Shoko Nakajima | 1        | 85+           |